# Криптокорина Бласса
Криптокори́на Бла́сса (лат. Cryptocoryne blassii — травянистое растение рода Криптокорина семейства Ароидные.

## Описание
Криптокорина Бласса представляет собой травянистый куст без стебля с вытянутыми овальными листьями, собранными в розетку. Окраска листьев с лицевой стороны оливковая с крупными светлыми пятнами, с изнанки — фиолетово-красная. Корневище ползучее. Куст достигает в высоту 50 сантиметров. В природе встречается в Таиланде.

## Культивирование
При содержании растения в аквариуме оптимальная температура составляет 24—26 °C, при её понижении до 22 °C рост значительно замедляется. Вода должна быть средней жёсткости (8—16 немецких градусов), pH большого значения не имеет. В отличие от многих других представителей рода растение не подвержено «криптокориновой болезни» — оно не сбрасывает листьев при резком уменьшении pH. Подмена воды допустима, однако в «старой» воде криптокорина Бласса растёт несколько лучше. Освещение должно быть ярким, по спектральному составу близким к естественному. Растение переносит умеренное затенение, но становится при этом менее декоративным. Световой день должен составлять 12—14 часов. Грунт должен быть питательным, состоять из крупного песка и гальки с примесью глины, торфа и древесного угля и быть обильно заилённым. 

Как и остальные представители рода Cryptocoryne, криптокорина Бласса — болотное растение и может культивироваться в условиях палюдариума или влажной оранжереи. При этом температура должна быть не ниже 28 °C, грунт должен быть питательным, освещение ярким. В условиях оранжереи по сравнению с условиями аквариума у растения укорачиваются черенки, форма листьев сохраняется, но окраска становится менее яркой.

Как в аквариуме, так и в палюдариуме криптокорина Бласса легко размножается вегетативно, образуя молодые растения на корневище. Их можно отделять от материнского после того, как у них образуются 3—4 листа. Летом и осенью в палюдариуме и оранжерее криптокорина цветёт, но получить семена не удаётся.